# Yan Xie
Yan „John“ Xie (chinesisch 谢衍; * im 20. Jahrhundert in der Volksrepublik China) ist ein chinesisch-lesothischer Unternehmer. Er lebte ab 1990 in Lesotho und wird verdächtigt, hochrangige lesothische Politiker mehrerer Parteien durch Geldgaben gefügig gemacht zu haben.

## Leben
Xie kam 1990 nach Lesotho, wo er als Geschäftsmann tätig wurde. 2006 erhielt er die lesothische Staatsbürgerschaft.
Xie baute in Lesotho ein Firmenimperium auf. Er besitzt Supermärkte, Bauunternehmen, landwirtschaftliche Betriebe und Steinbrüche. Er erwarb 2011 die staatliche Firma Lesotho Pharmaceutical Corporation (LPC) in Mafeteng und ist der wichtigste Anteilseigner des einzigen Schlachthofs des Landes. Insgesamt 24 Unternehmen sind auf seinen Namen registriert. Er lieh über 70 lesothischen Unternehmen, die für die Regierung arbeiten, Geld.
Bis zu seiner Wahl im Juni 2017 hatte Thabane mehrere Monate zu deutlich reduzierter Miete in Xies Haus im Stadtteil Hillsview gewohnt.
Im August 2017 ernannte Premierminister Thomas Thabane Xie kurz nach seinem Amtsantritt zum Head of special projects and the Prime Minister’s special envoy and trade advisor on the China-Asia trade network (etwa: „Vorsitzender für spezielle Projekte und Spezialgesandter des Premierministers und Handelsberater für das chinesisch-asiatische Handelsnetzwerk“). Im selben Monat gab Xie mehrere Unternehmensanteile an seine Frau Xiaoyi Yao ab.
Nach Angaben aus Oppositionskreisen beteiligte sich Xie an der Finanzierung der Hochzeit des Premierministers Thomas Thabane im Jahr 2017. Dabei waren 15.000 Personen im Setsoto Stadium zu Gast. Nach eigenen Angaben spendete er 20.000 bis 30.000 Maloti, nach Angaben aus Thabanes Partei All Basotho Convention bezahlte er fast die gesamte Feier. Auch wird ihm vorgeworfen, die Hochzeit von Thato Nkhahle, der Tochter des damaligen Premierministers Pakalitha Mosisili, kofinanziert zu haben. 2017 soll er die Geburtstagsparty von Mothetjoa Metsing, dem Vorsitzenden des Lesotho Congress for Democracy (LCD), komplett bezahlt haben. Mosisili und Metsing verneinten diese Vorwürfe. Der Sprecher der Basotho National Party gab zu, dass er und weitere Parteimitglieder Geld von Xie erhalten hatten.
Im März 2018 verbot Lesotho die Einfuhr von „rotem Fleisch“, wovon der einheimische Schlachthof erheblich profitierte. Xie wird ferner beschuldigt, die Regierung beeinflusst zu haben, so dass sie den Exporthandel mit Schafswolle und Mohair als Monopol der chinesischen Firma von Guohui „Stone“ Shi übertrug. Im Juni 2019 protestierten Tausende Landwirte gegen diesen Vertrag, der daraufhin für einige Monate ausgesetzt und schließlich widerrufen wurde.
In seiner Eigenschaft als Berater plante Xie unter anderem, rund 30.000 Basotho-Frauen als Hausangestellte nach China zu vermitteln.
Oppositionspolitiker warfen ihm vor, geschäftliche Interessen zugunsten von Chinesen und zu Lasten von Basotho zu vertreten. Der Sprecher des LCD sprach von Zeichen, dass Xie die Regierung kontrolliere. Xie gab im Oktober 2018 zu, „fast allen Parteien“ Geld gespendet zu haben, lehnte aber die Bewertung als state capture (etwa: „Übernahme des Staates“) ab.
Thabane gab an, dass Xie nie sein Berater war, nachdem Xie in einem Interview über Geldspenden an zahlreiche Parteien berichtet hatte.
Im Dezember 2019 wurde Xie beschuldigt, sich widerrechtlich 26 Millionen Maloti von vier Firmenkonten überwiesen zu haben. Vier Ministern wurde vorgeworfen, den ihnen bekannten mutmaßlichen Betrug Xies nicht angezeigt zu haben.
Xie wurde im Januar 2020 vor Gericht von der Partei Alliance of Democrats beschuldigt, für den Wahlkampf 2017 die Finanzierung von 50.000 Werbe-T-Shirts versprochen zu haben, die Zusage aber nach deren Herstellung zurückgezogen zu haben.
Im Juni 2020 wurde bekannt, dass Xie seit September 2019 in Australien lebt, nachdem die Strafverfolgungsbehörde in Lesotho gegen ihn ermittelte.